# Cosmarium truncatellum
Cosmarium truncatellum là một loài Song tinh tảo trong họ Desmidiaceae, thuộc chi Cosmarium.